# Laleu (Somme)
Laleu és un municipi francès situat al departament del Somme i a la regió dels Alts de França. L'any 2007 tenia 90 habitants.

## Demografia

### Població
El 2007 la població de fet de Laleu era de 90 persones. Hi havia 28 famílies de les quals 4 eren unipersonals (4 dones vivint soles i 4 dones vivint soles), 12 parelles sense fills i 12 parelles amb fills.
La població ha evolucionat segons el següent gràfic:
Habitants censats

### Habitatges
El 2007 hi havia 43 habitatges, 35 eren l'habitatge principal de la família, 2 eren segones residències i 6 estaven desocupats. Tots els 43 habitatges eren cases. Dels 35 habitatges principals, 29 estaven ocupats pels seus propietaris, 5 estaven llogats i ocupats pels llogaters i 1 estava cedit a títol gratuït; 1 tenia dues cambres, 3 en tenien tres, 10 en tenien quatre i 20 en tenien cinc o més. 30 habitatges disposaven pel capbaix d'una plaça de pàrquing. A 16 habitatges hi havia un automòbil i a 16 n'hi havia dos o més.

### Piràmide de població
La piràmide de població per edats i sexe el 2009 era:
| Homes | Edats   | Dones |
| ----- | ------- | ----- |
| 0     | 95 o +  | 0     |
| 0     | 90 a 94 | 0     |
| 0     | 85 a 89 | 4     |
| 0     | 80 a 84 | 0     |
| 0     | 75 a 79 | 4     |
| 4     | 70 a 74 | 4     |
| 4     | 65 a 69 | 0     |
| 0     | 60 a 64 | 4     |
| 4     | 55 a 59 | 0     |
| 0     | 50 a 54 | 4     |
| 4     | 45 a 49 | 4     |
| 4     | 40 a 44 | 4     |
| 8     | 35 a 39 | 0     |
| 0     | 30 a 34 | 4     |
| 4     | 25 a 29 | 4     |
| 0     | 20 a 24 | 0     |
| 0     | 15 a 19 | 0     |
| 4     | 10 a 14 | 4     |
| 4     | 5 a 9   | 0     |
| 0     | 0 a 4   | 0     |

## Economia
El 2007 la població en edat de treballar era de 59 persones, 41 eren actives i 18 eren inactives. De les 41 persones actives 36 estaven ocupades (18 homes i 18 dones) i 5 estaven aturades (3 homes i 2 dones). De les 18 persones inactives 6 estaven jubilades, 5 estaven estudiant i 7 estaven classificades com a «altres inactius».
Activitats econòmiques
L'únic establiment que hi havia el 2007 era d'una empresa de comerç i reparació d'automòbils.
L'únic servei als particulars que hi havia el 2009 era un taller de reparació d'automòbils i de material agrícola.
L'any 2000 a Laleu hi havia 8 explotacions agrícoles que ocupaven un total de 284 hectàrees.

## Poblacions més properes
El següent diagrama mostra les poblacions més properes.